# Адарнасе III (цар Картлі)
Адарнасе III (*ადარნასე, д/н — 961) — співцар Картлі у 958—961 роках. Відомий також як Адарнасе Куропалат. Низка дослідникі врахує його як Адарнасе V з огляду на загальну хронологію правителів Іберії-Картлі.

## Життєпис
Походив з династії Багратіоні. Онук Адарнасе II і син Баграта, магістра. 941 року батько отримав князівство Верхнє Тао, але помер 945 року й це володіння привласнив цар Ашот II. Лише після смерті останнього 954 року Адарнасе отримав князівство Верхнє Тао.
958 року після смерті стрийка Сумбата I змусив його сина і спадкоємця Баграта II оголосити себе співцарем. Також отримав від Візантії титул куропалата. Проте 961 року його син Баграт і Давид змусили батька піти до монатсиря, де той тогож року за невідомих обставин помер.

## Родина
Дружина — донька Давида I, мампалі Нігалі
Діти:
- Баграт (д/н—966/969), князь Тао
- Давид (930—1001), цар Тао-Кларджеті